# はだかの王様 〜シブトクつよく〜
「はだかの王様 〜シブトクつよく〜」（はだかのおうさま 〜しぶとくつよく〜）は、SMAPの21枚目のシングル。1996年5月5日にビクターエンタテインメントから発売された。

## 概要
- 森且行が1996年5月31日付でSMAPを脱退したため、6人時代最後のシングルである。
- 表題曲「はだかの王様 〜シブトクつよく〜」は日本テレビ系「劇空間プロ野球'96」テーマソング。
- 「はだかの王様 〜シブトクつよく〜」は1996年8月12日発売『SMAP 009』（アルバムバージョン）、2001年3月23日発売『Smap Vest』、2005年7月27日発売『SAMPLE BANG!』（SPACE COWBOY REMIX）に収録されている。
- カップリング「急がば回れ」はアルバム未収録。
- この作品よりCDのみの発売となった。
- SMAP×SMAPでは、1996年5月27日放送回の森且行ラストライブの中で歌われた。
- 「はだかの王様 〜シブトクつよく〜」のアルバムバージョンはアレンジ自体の変更はないが、バックトラックが海外の一流ミュージシャン（Dr: Bernard Purdie, Ba: John Patitucci, Gt: Dean Brown）による生演奏に差し替えられ、ボーカルも5人で録り直されている。
- メンバーのソロパートはないが、Aメロ部分を中居・木村・草彅、Bメロ部分を稲垣・森・香取（森脱退後は稲垣・香取）と分けて歌っている。
- 後に2021年12月17日放送の金スマで松本潤との対談の中で中居は「はだかの王様はレコーディングする前に曲が完成したのを日テレのプロ野球コーナーの現場で聞いた。デモも何も聞かされてない。」と話し、事務所に「歌って無いのは100歩譲っていいが4月からプロ野球のテーマソングはSMAPがやる。それだけは教えろや！」と怒ったと言う。

## チャート成績
- 1996年5月13日付のオリコン週間シングルチャートで、初週17.4万枚を売り上げ、初登場2位を獲得した。
- 発売2週目の同年5月20日付の同チャートで、17.9万枚を売り上げ、初週より多く売り上げた。
- 累計売上は62.6万枚（オリコン調べ）。

## 収録曲
1. はだかの王様 〜シブトクつよく〜
作詞:森浩美 / 作曲・編曲:庄野賢一 / コーラスアレンジ:岩田雅之
  - 日本テレビ系「'96劇空間プロ野球」イメージソング

プロモーションビデオには、中居の甥と姪が映っている。
2. 急がば回れ
作詞:相田毅 / 作曲:野崎昌利 / 編曲:CHOKKAKU / コーラスアレンジ:岩田雅之
3. はだかの王様 ～シブトクつよく～（music track）
4. 急がば回れ（music track）

## 収録アルバム
- SMAP 009（#1）
  - アルバム・バージョンを収録。
- Smap Vest（#1）
- SAMPLE BANG!（#1）
  - リミックス・バージョンを収録。

## 映像作品
はだかの王様 〜シブトクつよく〜
- SMAP 010 "TEN"
  - 5人体制 初披露
- 1997 SMAP LIVE ス
- SMAP LIVE AMIGOS!
- LIVE BIRDMAN
- LIVE S map
- LIVE pamS
  - 稲垣が謹慎の為4人で披露
- Smap! Tour! 2002!
- Live MIJ
- Clip! Smap! コンプリートシングルス（PV映像）